# Erckmann-Chatrian
Erckmann-Chatrian est le pseudonyme collectif utilisé de 1847 à 1887 par deux écrivains français : Émile Erckmann (né le 20 mai 1822 à Phalsbourg et mort le 14 mars 1899 à Lunéville) et Alexandre Chatrian (né le 18 décembre 1826 à Grand-Soldat et mort le 3 septembre 1890 à Villemomble). Ils ont également écrit sous leurs patronymes respectifs.
Nés tous deux en Meurthe et amis, ils ont écrit un grand nombre de romans nationalistes d'inspiration régionale exaltant le sentiment patriotique.
Dans leur œuvre, le réalisme rustique, influencé par les conteurs de la Forêt-Noire, se transfigure en une sorte d'épopée populaire.
Le musée historique et Erckmann-Chatrian de Phalsbourg leur est en partie consacré.

## Œuvres
- 1849 : Histoires et contes fantastiques, signés Emile Erckmann-Chatrian : 
  - La Malédiction ;
  - Vin rouge et vin blanc ou Le Bourgmestre en bouteille ;
  - Rembrandt ;
  - Fantaisie (feuilletons).
- 1850 : L’Alsace en 1814. Drame.
- 1850 : Science et génie ou le Mariage de granit. Conte fantastique en dix tableaux.
- 1852 : Schinderhannes ou Les Brigands des Vosges.
- 1859 : L’Illustre Docteur Mathéus, 6 nouvelles : 
  - L’Illustre Docteur Mathéus ;
  - Le Requiem du corbeau ;
  - L’Œil invisible ou L'Auberge des Trois pendus ;
  - La Tresse noire ;
  - Messire Tempus ;
  - Le Chant de la tonne.
- 1858 : La Pie.
- 1860 : Contes de la montagne : 
  - Hugues-le-loup ;
  - Une Nuit dans les bois ;
  - Le Violon du pendu ;
  - Le Combat d'ours ;
  - L'Héritage de l'Oncle Christian ;
  - Le Tisserand de la Steinbach ;
  - Le Bouc d'Israël ;
  - Pourquoi Hunebourg ne fut pas rendu.
- Contes fantastiques : 
  - La lunette de Hans Schnaps ;
  - Gretchen ;
  - Entre deux vins ;
  - Le rêve de mon cousin Elof ;
  - La Montre du doyen ;
  - Les fiancées de Grinderwald ;
  - Le combat de coqs ou le hibou de la synagogue ;
  - Les trois âmes ;
  - Hans Storkus ;
  - L'esquisse mystérieuse ;
  - Crispinus ou l'histoire interrompue ;
  - Le Sacrifice d'Abraham ;
  - L'oreille du hibou ;
  - L'Araignée crabe.
- 1862 : L’Invasion ou le Fou Yégof ;
- Confidences d’un joueur de clarinette ;
- Les Contes du bord du Rhin :
  - Le trésor du vieux seigneur ;
  - Mon illustre ami Selsam ;
  - La pêche miraculeuse ;
  - La voleuse d'enfants ;
  - Le blanc et le noir ;
  - Le cabaliste Hans Weinland.
- 1863 : Madame Thérèse, ou Les volontaires de 92 (feuilleton) ;
- La Taverne du jambon de Mayence ;
- Les Amoureux de Catherine.
- 1864 : Histoire d’un conscrit de 1813 ;
- L’Ami Fritz.
- 1865 : Waterloo (suite du Conscrit de 1813) ;
- Histoire d’un homme du peuple.
- 1866 : La Maison forestière ;
- La Guerre ;
- Le Blocus.
- 1867 : Contes et romans populaires ;
- Le Juif polonais (drame) ;
- Histoire d’un paysan (feuilleton).
- 1871 : Histoire d’un sous-maître.
- 1872 : Histoire du plébiscite ;
- Lettre d’un électeur à son député (pamphlet contre les réactionnaires) ;
- 1873 : Les Deux Frères.
- Une campagne en Kabylie.

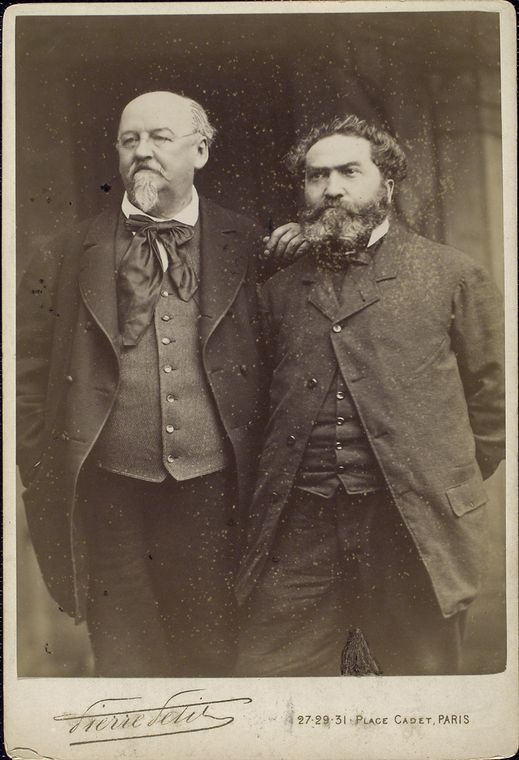
Émile Erckmann et Alexandre Chatrian photographiés par Pierre Petit.

- 1874 : Les Années de collège de Maître Nablot ;
- Le Brigadier Frédéric, histoire d’un Français chassé par les Allemands.
- 1875 : Maître Gaspard Fix, histoire d’un conservateur ;
- L’Éducation d’un féodal.
- 1876 : L’Intérêt des paysans, lettre d’un cultivateur aux paysans de France ; 
  - Contes et romans alsaciens ;
  - Souvenirs d’un ancien chef de chantier à l’isthme de Suez ;
  - Les Amoureux de Catherine ;
  - L’Ami Fritz (pièces adaptées par Chatrian).

- 1877 : Contes vosgiens :
  - Le vieux tailleur ;
  - Annette et Jean-Claude ;
  - Le récit du père Jérôme ;
  - Le trompette des hussards bleus.

- 1880 : Alsace ou les fiancés d’Alsace (drame adapté par Chatrian de l’Histoire du plébiscite) ;
- Le Grand-père Lebigre ;
- Les Vieux de la vieille ;
- Quelques mots sur l’esprit humain, résumé de la philosophie d’Erckmann.
- 1881 : Le Banni, (feuilleton, suite du Brigadier Frédéric) ;
- La Taverne des Trabans (pièce tirée de La Taverne du jambon de Mayence).
- 1882 : Les Rantzau (pièce tirée des Deux Frères) ; Madame Thérèse (pièce) ;
- Le Banni.
- 1883 : Le Fou Chopine (pièce tirée de Gretchen).
- 1884 : Les Ranzau (comédie) ; Époques mémorables de l’Histoire de France.– Avant 89. –
- 1885 : Myrtille (pièce) ; L’Art et les grands idéalistes (essai philosophique, dernière publication signée Erckmann-Chatrian).
- 1891 : Kaleb et Khora.
- 1892 : La Campagne du Grand-père Jacques.
- 1895 : Alsaciens et Vosgiens d’autrefois ; Fables alsaciennes et vosgiennes (dernière publication signée Erckmann seul).

## Adaptations
- Loac et Antoine Séguin, Hugues le loup : nooch Erckmann-Chatrian in Pfàlzburjer Dialekt verfàasst, 2000 (ISBN 2-913162-03-7)
- Michel Subiela, Hugues le loup, téléfilm, 1975[1]
- Charles Koechlin, Les Confidences d'un joueur de clarinette, op. 141, scénario et musique pour un film (non réalisé), 1934

## Notoriété et critiques
Viatcheslav Korop insiste sur le contenu fantastique de nombreux contes . 

## Iconographie

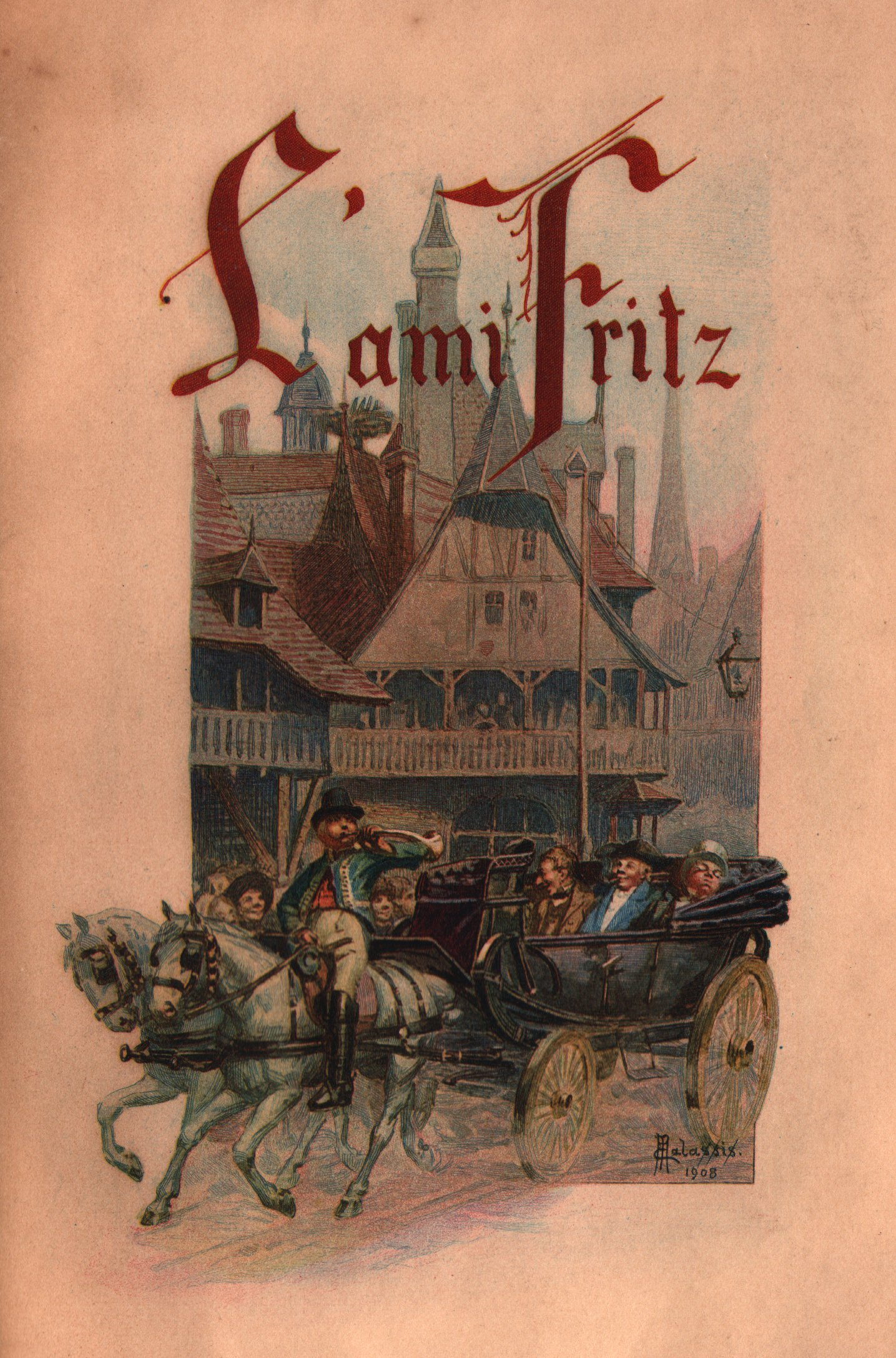
Couverture du livre l'Ami Fritz d'Erkmann-Chatrian publié aux éditions Louis Conard en 1909.
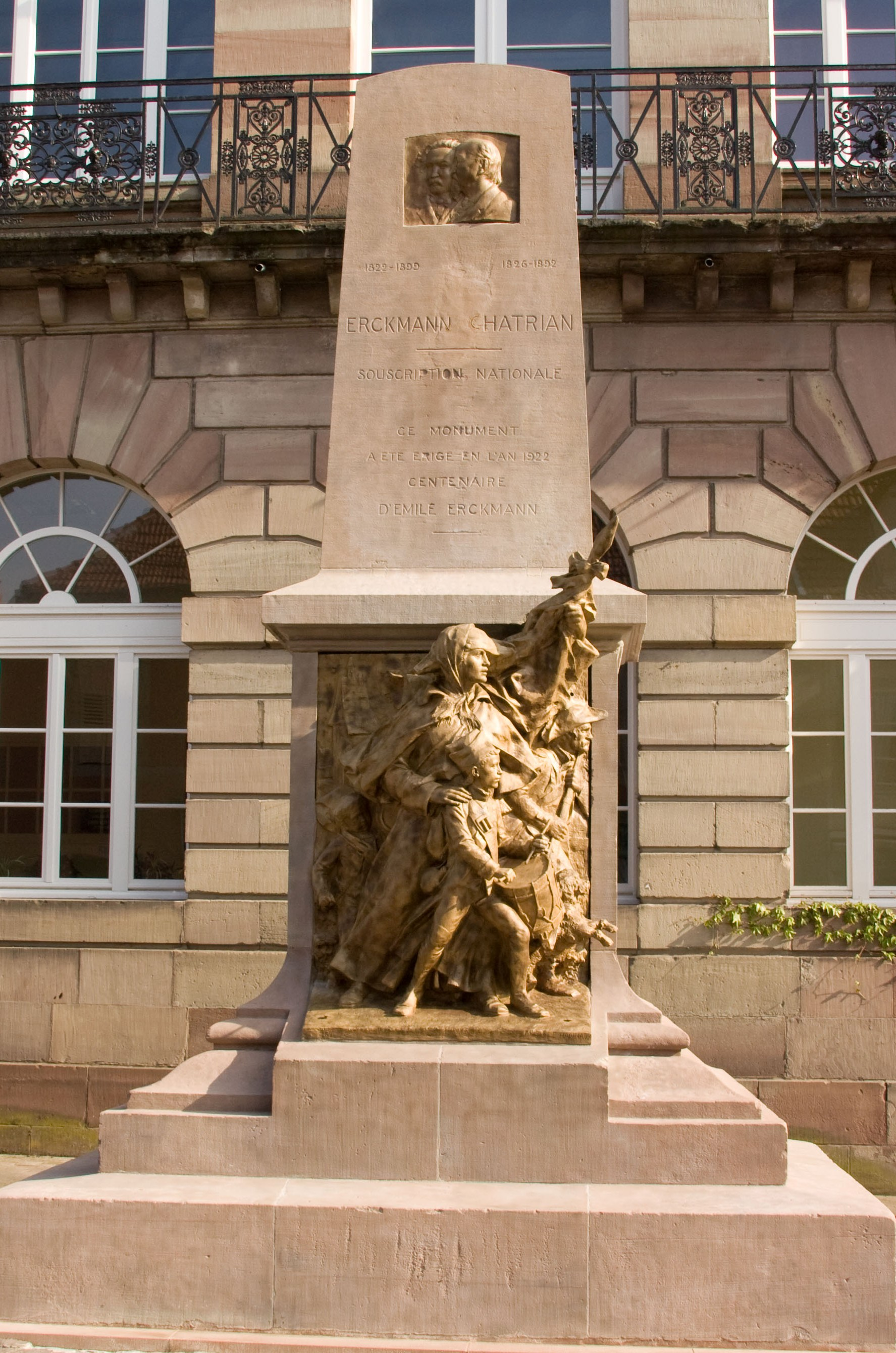
Monument Erckmann-Chatrian à Phalsbourg en Moselle.